# گورونگو
گورونگو شهری در شهرستان ناندیالا در استان بولکیمده در بورکینافاسوی غربی مرکزی است جمعیت آن ۲۵۴۹ نفر است.